# Langenwang
Langenwang ist eine Marktgemeinde mit 3902 Einwohnern (Stand 1. Jänner 2025) im Gerichtsbezirk Mürzzuschlag und im politischen Bezirk Bruck-Mürzzuschlag in der Steiermark.

## Geografie
Langenwang liegt im Nordosten des österreichischen Bundeslandes Steiermark. Höchster Punkt ist die nach dem Polarforscher Roald Amundsen benannte Amundsenhöhe (1666 m) im Südosten des Gemeindegebietes.

### Gemeindegliederung
Das Gemeindegebiet umfasst folgende acht Ortschaften (in Klammern Einwohnerzahl Stand 1. Jänner 2025):
- Feistritzberg (108)
- Hönigsberg (136)
- Langenwang (3193)
- Langenwang-Schwöbing (212)
- Lechen (70)
- Mitterberg (106)
- Pretul (72)
- Traibach (5)

Die Gemeinde besteht aus den gleichlautenden 8 Katastralgemeinden Feistritzberg, Hönigsberg, Langenwang, Langenwang-Schwöbing, Lechen, Mitterberg, Pretul und Traibach.

### Nachbargemeinden
|           | Neuberg an der Mürz                         |              |
|           | Kompassrose, die auf Nachbargemeinden zeigt | Mürzzuschlag |
| Krieglach |                                             | Ratten (WZ)  |

## Geschichte
Langenwang wurde im Jahr 1232 erstmals urkundlich erwähnt. Die sich über den Talboden erhebende Festung Hohenwang hat nachweislich schon um 1122 bestanden und wird 1222 erstmals urkundlich erwähnt. Hohenwang war administratives Zentrum des Gebiets. Die Kirche St. Andreas stammt aus dem 13. Jahrhundert.
Ende des 18. Jahrhunderts wurde Schloss Neu-Hohenwang im Tal errichtet. Die Ortsgemeinde als autonome Körperschaft entstand 1850. Nach der Annexion Österreichs 1938 war die Gemeinde Teil des Reichsgaues Steiermark, 1945 bis 1955 Teil der britischen Besatzungszone in Österreich.
1940 wurde der Ortsteil Hönigsberg, in dem sich die stahlverarbeitende Industrie befand – auch heute gibt es in Hönigsberg noch viele Industrieunternehmen – mit etwa 1500 Bewohnern von der Gemeinde Langenwang abgetrennt und der Bezirksstadt (damals Kreisstadt) Mürzzuschlag angeschlossen.
1951 ereignete sich in Langenwang ein schweres Zugsunglück mit 21 Toten, das in ganz Österreich Aufsehen erregte.
Mit Wirkung vom 1. Jänner 1972 wurde Langenwang von der Steiermärkischen Landesregierung das Recht zur Führung der Bezeichnung „Marktgemeinde“ verliehen.

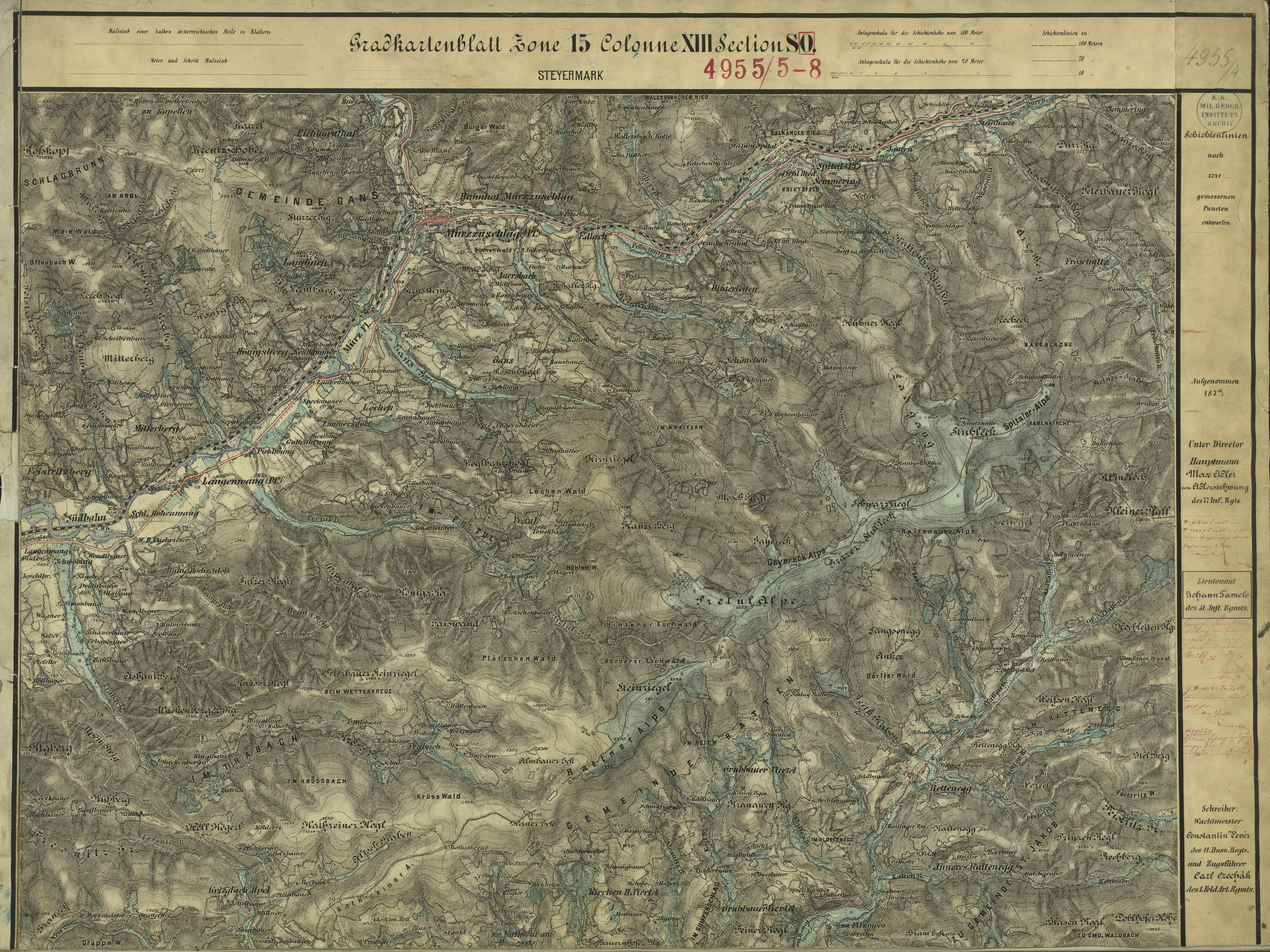
Langenwang und Umgebung um das Jahr 1876 (Aufnahmeblatt der Landesaufnahme)

## Kultur und Sehenswürdigkeiten

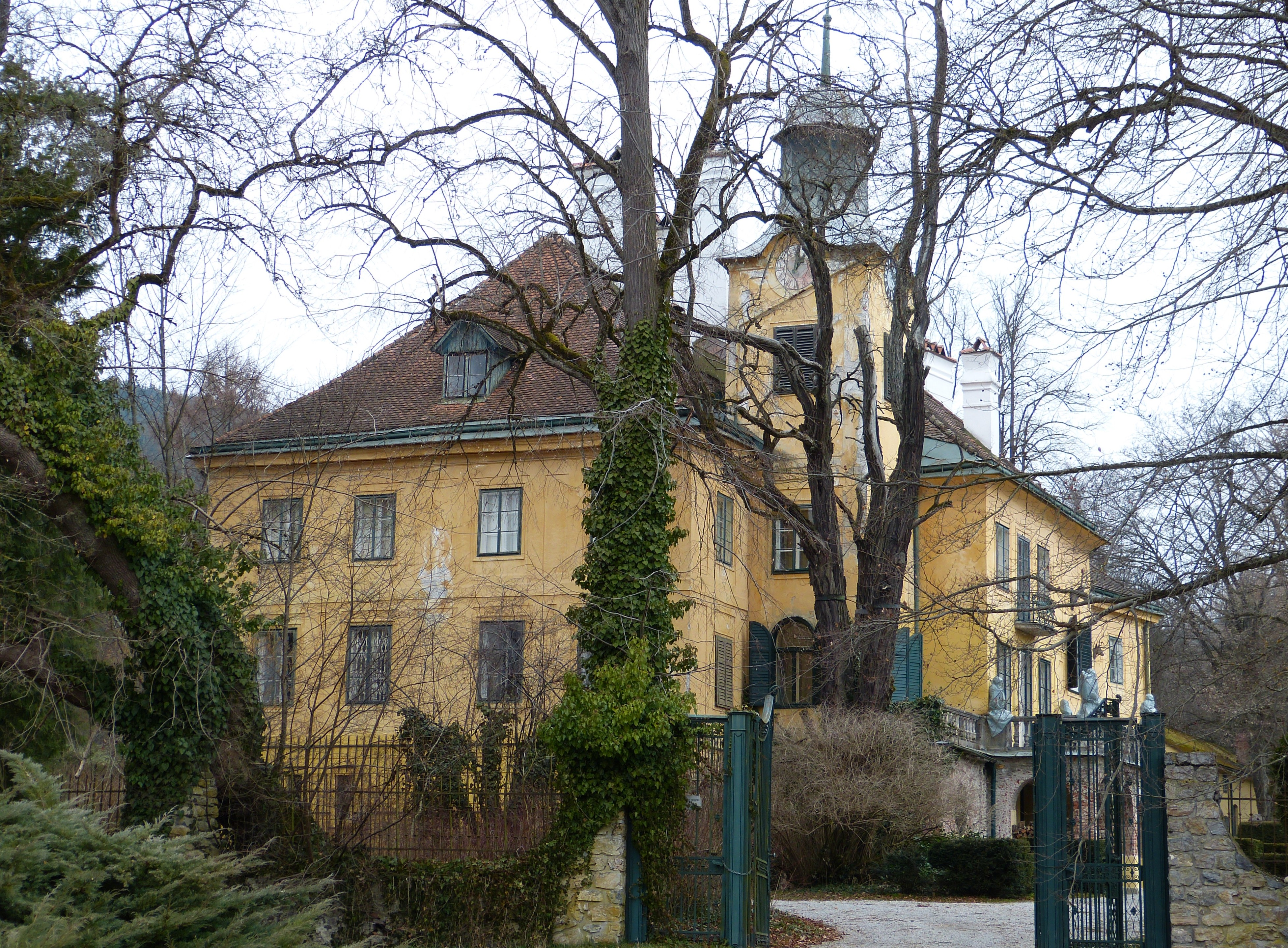
Schloss Feistritz

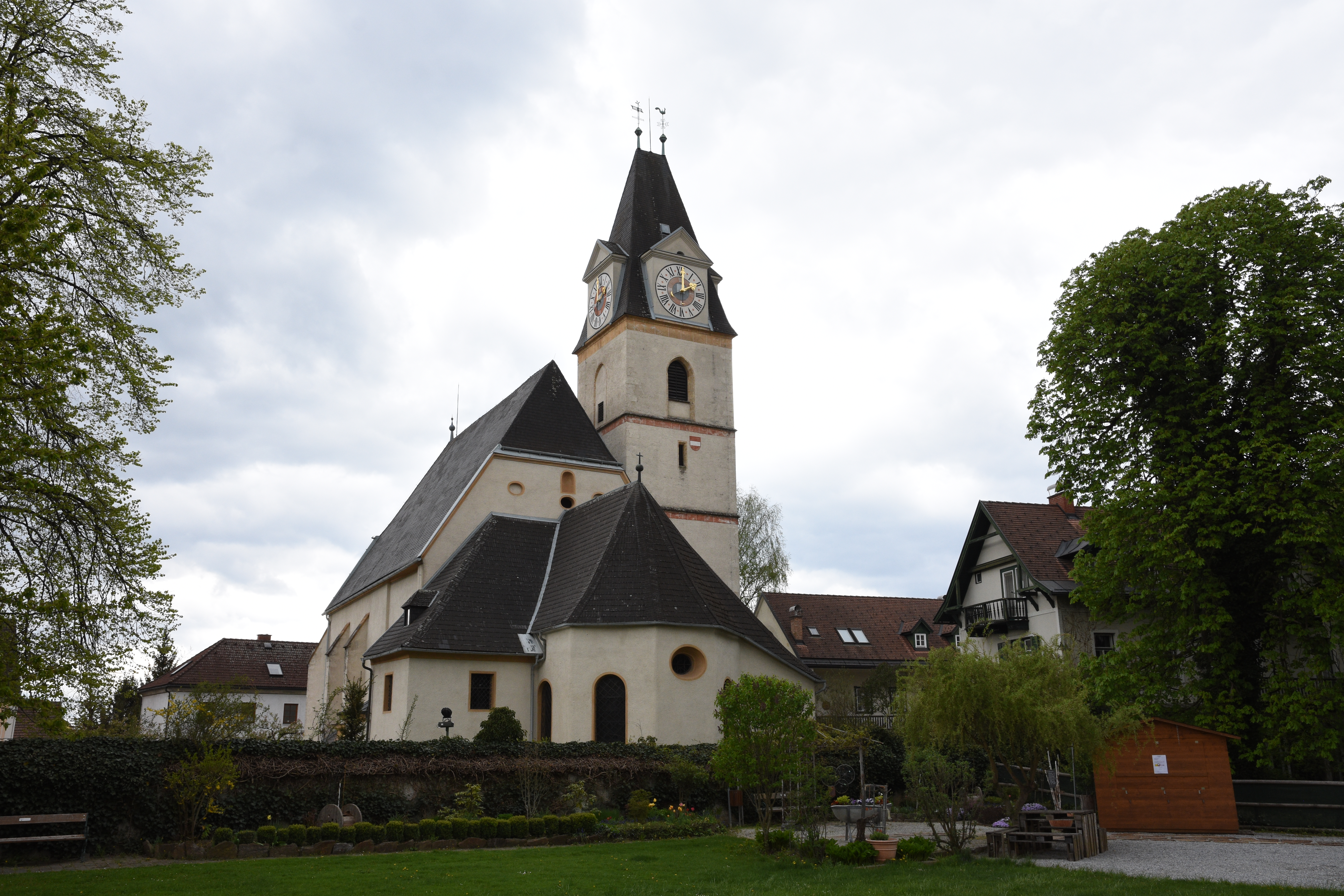
Pfarrkirche Langenwang

- Burgruine Hohenwang: Die Ruine befindet sich auf einem steilen nach Südwesten fast senkrecht abfallenden Felsberg.
- Schloss Feistritz
- Katholische Pfarrkirche Langenwang hl. Andreas: Aus der romanischen Bauperiode des 13. Jahrhunderts stammt die Grundform des Kirchturmes und aus dem 14. Jahrhundert der frühgotische Chor.

## Wirtschaft und Infrastruktur

### Wirtschaftssektoren
Die folgende Tabelle zeigt die Entwicklung der Anzahl der Betriebe und der Beschäftigten in den Wirtschaftssektoren:
| Wirtschaftssektor            | Anzahl Betriebe | Anzahl Betriebe | Anzahl Betriebe | Erwerbstätige | Erwerbstätige | Erwerbstätige |
| Wirtschaftssektor            | 2021            | 2011            | 2001            | 2021          | 2011          | 2001          |
| ---------------------------- | --------------- | --------------- | --------------- | ------------- | ------------- | ------------- |
| Land- und Forstwirtschaft 1) | 69              | 115             | 124             | 81            | 87            | 79            |
| Produktion                   | 48              | 53              | 41              | 478           | 472           | 442           |
| Dienstleistung               | 200             | 181             | 112             | 634           | 555           | 522           |

1) Betriebe mit Fläche in den Jahren 2010 und 1999, Arbeitsstätten im Jahr 2021

### Tourismus
Die Gemeinde bildet gemeinsam mit Krieglach und Mürzzuschlag den Tourismusverband „Waldheimat-Steirischer Semmering“. Dessen Sitz ist die Gemeinde Mürzzuschlag.

### Verkehr
An der Südbahn liegt die Haltestelle Langenwang. Es halten zahlreiche Regionalzüge die grundsätzlich in Richtung Bruck an der Mur bzw. Mürzzuschlag fahren. Doch oft werden die Züge nach Leoben, Friesach, Neumarkt, Unzmarkt, Graz und Spielfeld-Straß verlängert. Nach eineinhalb Jahren Bauzeit wurde im November 2018 der neue Bahnhof Langenwang feierlich eröffnet. Rund 11,5 Millionen Euro wurden von den ÖBB, dem Land Steiermark und der Marktgemeinde Langenwang in den barrierefreien Umbau des alten Bahnhofs investiert. Wegen der geringen Tagesfrequenz von 300 Fahrgästen wurde seitens der ÖBB und mangels Budget auch seitens der Gemeinde keine Toilettanlage errichtet.

## Politik

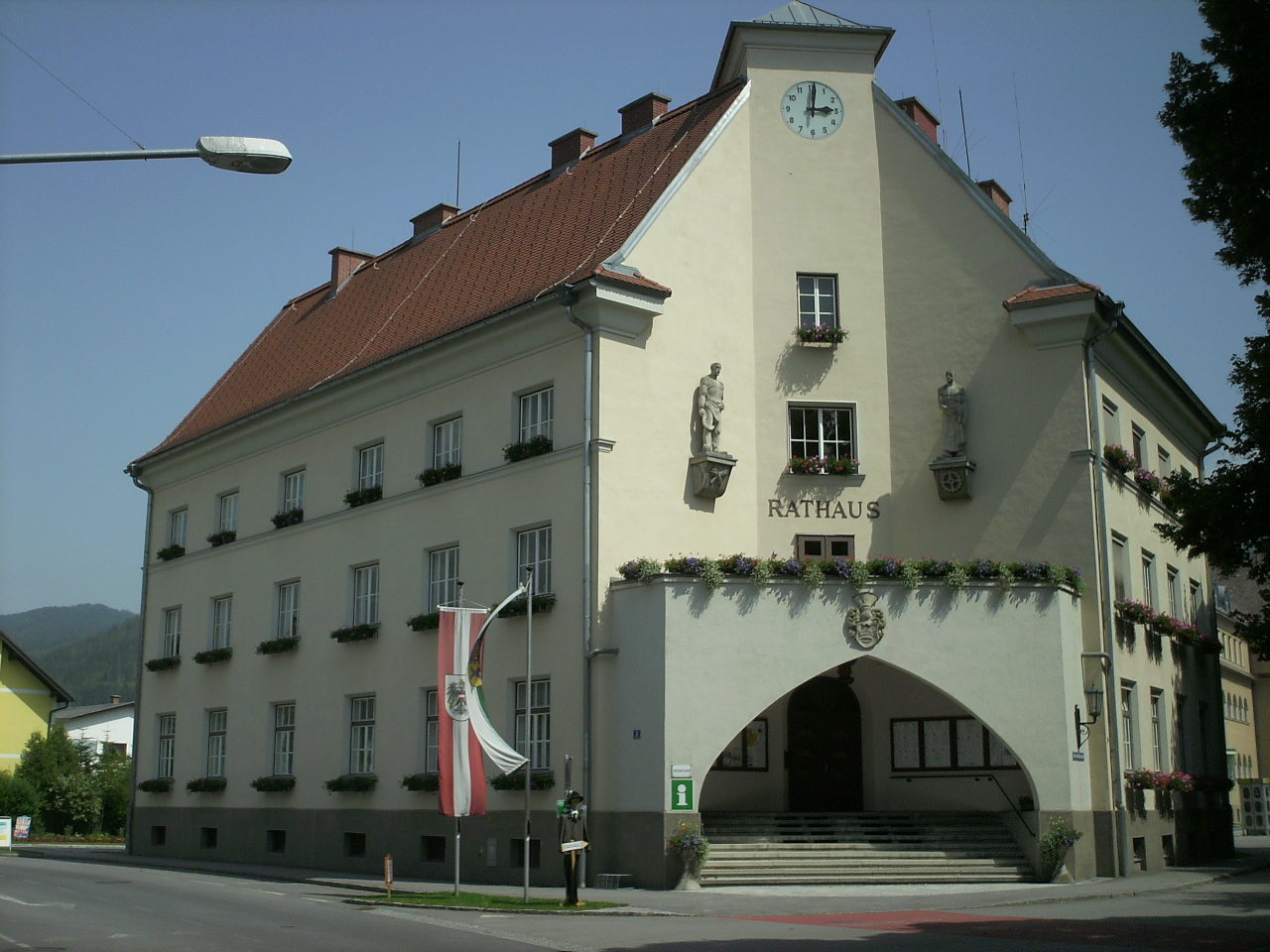
Rathaus von Langenwang

### Gemeinderat
Der Gemeinderat hat 21 Mitglieder.
| Jahr | Mandate je Partei | Mandate je Partei | Mandate je Partei | Mandate je Partei |
| ---- | ----------------- | ----------------- | ----------------- | ----------------- |
|      | ÖVP               | SPÖ               | FPÖ               | Grüne             |
| 1970 | 8                 | 13                | n.k.              | n.k.              |
| 1975 | 9                 | 12                | n.k.              | n.k.              |
| 1980 | 10                | 11                | n.k.              | n.k.              |
| 1985 | 11                | 10                | n.k.              | n.k.              |
| 1990 | 15                | 6                 | n.k.              | n.k.              |
| 1995 | 14                | 7                 | n.k.              | n.k.              |
| 2000 | 14                | 6                 | 1                 | –                 |
| 2005 | 12                | 8                 | 1                 | n.k.              |
| 2010 | 12                | 7                 | 2                 | n.k.              |
| 2015 | 12                | 4                 | 5                 | n.k.              |
| 2020 | 14                | 3                 | 4                 | n.k.              |
| 2025 | 10                | 3                 | 8                 | n.k.              |

„n.k.“ = nicht kandidiert

### Bürgermeister
| von/bis                                                    | Name                             | Partei                           | Funktion (wenn nicht Bürgermeister) |
| Kaisertum Österreich (1804–1867)                           | Kaisertum Österreich (1804–1867) | Kaisertum Österreich (1804–1867) | Kaisertum Österreich (1804–1867)    |
| ---------------------------------------------------------- | -------------------------------- | -------------------------------- | ----------------------------------- |
| 1850–?                                                     | Josef Panhofer                   | –                                |                                     |
| Österreich-Ungarn (1867–1919)                              |                                  |                                  |                                     |
| 1898–1919                                                  | Franz Schrittwieser              | –                                |                                     |
| Erste Republik Österreich (1919–1933)                      |                                  |                                  |                                     |
| 1919–1929                                                  | Josef Schöggl                    | SDAP (jetzt SPÖ)                 |                                     |
| 1929–1934                                                  | Andreas Magerl                   | SDAP                             |                                     |
| Zeit des Ständestaats – Bundesstaat Österreich (1933–1938) |                                  |                                  |                                     |
| 1934–1935                                                  | Josef Pink                       | –                                | Regierungskommissär                 |
| 1935–1938                                                  | Josef Pink                       | –                                |                                     |
| Zeit des Nationalsozialismus – Deutsches Reich (1938–1945) |                                  |                                  |                                     |
| 1938–1939                                                  | Alfred Wessely                   | NSDAP                            | Amtswalter                          |
| 1939–1945                                                  | Alfred Wessely                   | NSDAP                            |                                     |
| Besatzungszeit in der britischen Zone (1945–1955)          |                                  |                                  |                                     |
| 8. – 27. Mai 1945                                          | Florian Gschaider                | SPÖ                              |                                     |
| 27. Mai – 16. Oktober 1945                                 | Franz Preitler                   | KPÖ                              |                                     |
| 16. Oktober – November 1945                                | Josef Paar                       | ÖVP                              |                                     |
| 1945–1959                                                  | Florian Gschaider                | SPÖ                              |                                     |
| Republik Österreich (seit 1955)                            |                                  |                                  |                                     |
| 1959–1966                                                  | Friedrich Majeron                | SPÖ                              |                                     |
| 1966–1978                                                  | Max Sommer                       | SPÖ                              |                                     |
| 1978–1985                                                  | Johann Ledolter                  | SPÖ                              |                                     |
| 1985 – 30. November 2006                                   | Hans Kraus                       | ÖVP                              |                                     |
| 7. Dezember 2006 – 31. Oktober 2011                        | Maximilian Haberl                | ÖVP                              |                                     |
| ab 22. November 2011                                       | Rudolf Hofbauer                  | ÖVP                              |                                     |

Bei der Gemeinderatswahl 2025 verlor die ÖVP die absolute Mehrheit. Nach Koalitionsverhandlungen einigte sich die ÖVP auf eine Zusammenarbeit mit der SPÖ. So wurde Rudolf Hofbauer (ÖVP) bei der konstituierenden Sitzung mit 13 von 21 Stimmen als Bürgermeister wiedergewählt. Zudem wurden Gabriele Schmid (ÖVP) als 1. Vizebürgermeisterin, Landtagsabgeordneter Philipp Könighofer (FPÖ) als 2. Vizebürgermeister, Otto Wurzwallner (ÖVP) als Gemeindekassier sowie Oliver Brunnhofer (FPÖ) als weiteres Mitglied in den fünfköpfigen Gemeindevorstand gewählt.

### Wappen
Die Verleihung des Gemeindewappens erfolgte mit Wirkung vom 1. Juni 1961.

Wappenbeschreibung: „In einem von Blau und Gold im Zinnenschnitt geteilten Schild eine goldene Krone im oberen und ein blaues Andreaskreuz im unteren Felde.“

### Gemeindepartnerschaften
- Partnergemeinde ist der Markt Nittendorf im Landkreis Regensburg in Bayern. Die Partnerschaft besteht seit 1982.
- Partnerschaftliche Kontakte gibt es auch zur bayrischen Gemeinde Fischen im Allgäu (Landkreis Oberallgäu) mit dem Ortsteil Langenwang.

## Persönlichkeiten

### Söhne und Töchter der Gemeinde
- Sepp Rosegger (1874–1948), Arzt und Komponist, Sohn des Schriftstellers Peter Rosegger
- Hans Menzl (1894–1951), „Spanienkämpfer“, Politiker und Mitglied des Bundesrates
- Karl Panzenbeck (1899–1967), Lehrer und Humorist
- Peter Hirsch (1915–1989), Politiker
- Walter Zitzenbacher (1928–1996), Dramaturg, Verlagslektor, Schriftsteller, Theaterautor, Hörspielautor und Hochschullehrer bzw. -dozent
- Franz Schöggl (1930–1982), Musiker und Komponist, war von 1951 bis 1967 Kapellmeister und ab 1965 Leiter des Kirchenchores in Langenwang
- Winfried Seidinger (1931–2009), Politiker
- Christian Berger (* 1945), Drehbuchautor, Filmproduzent, Kameramann, Regisseur und Hochschullehrer
- Christine Fröhlich (1948–2015), Politikerin
- Friedrich Anderhuber (1950–2018), Anatomieprofessor
- Kurt Russ (* 1964), Fußball-Nationalteamspieler und -trainer, Einsatz bei der Weltmeisterschaft 1990 in Italien
- Wolfgang Geisler (* 1978), Radrennfahrer, mehrere Teilnahmen an der Österreich-Rundfahrt
- Karin Blaser (* 1979), Skirennläuferin (Alpin), Juniorenweltmeisterin und Europacupsiegerin

### Mit der Gemeinde verbundene Persönlichkeiten
- Gisela Laferl, verheiratete Wozniczak (1884–1968), Politikerin, Hotelfachfrau, Gründungsobfrau des 1911 gegründeten „Verbundes der weiblichen und männlichen Hausangestellten Österreichs“ „Einigkeit“.
- Franz Preitler (* 1963), Autor, Mundartdichter und Heimatforscher
- Josef Straßberger (* 1946), Politiker
- Robert Winkler (* 1991), Skirennläufer (Skicross), Teilnahme an den Olympischen Winterspielen 2018 in Pyeongchang und 2022 in Peking